# Jacques Delhalle
Pour les articles homonymes, voir Delhalle.
Jacques Delhalle, né le 21 octobre 1922 dans le 20e arrondissement de Paris (Seine) et mort le 6 décembre 2009 à Sainte-Savine (Aube), est un homme politique français.

## Détail des fonctions et des mandats
Mandats parlementaires
- 13 août 1968 - 1er avril 1973 : Député de la 2e circonscription de l'Aube
- 6 mai 1973 - 2 avril 1978 : Député de la 2e circonscription de l'Aube
- 6 mai 1978 - 22 mai 1981 : Député de la 2e circonscription de l'Aube